# ドバイ・ツアー
ドバイ・ツアー（Dubai Tour）は、アラブ首長国連邦のドバイ首長国を舞台にして毎年2月に行われていたプロ自転車ロードレースのステージレース。
2019年、アブダビ・ツアーと合併し「UAEツアー」となった。

## 歴代優勝者
| 年   | 優勝                       | 準優勝                       | 3位                        |
| ---- | -------------------------- | ---------------------------- | -------------------------- |
| 2014 | テイラー・フィニー         | スティーヴ・カミングス       | ラーセ・ノーマン・ハンセン |
| 2015 | マーク・カヴェンディッシュ | ジョン・デゲンコルプ         | フアン・ホセ・ロバト       |
| 2016 | マルセル・キッテル         | ジャコモ・ニッツォーロ       | フアン・ホセ・ロバト       |
| 2017 | マルセル・キッテル         | ディラン・フルーネヴェーヘン | ジョン・デゲンコルプ       |
| 2018 | エリア・ヴィヴィアーニ     | マウヌス・コート             | ソニー・コルブレッリ       |